# Ludwig Paulsen
Ludwig Paulsen nació en Blomberg (Alemania) el 15 de enero de 1833 y falleció en Nassengrund (Alemania) el 18 de agosto de ¿1891? 
Fue uno de los jugadores de ajedrez más fuertes del mundo durante la segunda mitad del siglo XIX. Sobresalió en la modalidad de partidas a la ciega, en la que llegó a jugar quince partidas simultáneas.